# Paul Tabori
Paul Tabori (ungarisch Pál Tábori; * 8. Mai 1908 in Budapest, Österreich-Ungarn; † 9. November 1974 in London-Kensington) war ein ungarisch-britischer Romanautor, Journalist, Drehbuchautor und Essayist.
Paul Tabori gilt als Initiator der Neugründung der ungarischen Sektion des Internationalen P.E.N.-Clubs nach dem Zweiten Weltkrieg (1951).

## Leben
Tabori wurde als erster von zwei Söhnen des linksorientierten Journalisten, Schriftstellers und Hobbyhistorikers Cornelius Tábori (1879–1944) und dessen Ehefrau Elsa (1889–1963) in Budapest (Josephstraße 16) geboren. Sein Vater war Mitglied des „Galileo-Kreises“, dem auch Georg Lukács angehörte. 1914 wurde sein Bruder György geboren, der später als George Tabori ebenfalls schriftstellerisch tätig war und als Theaterregisseur bekannt wurde. Schon im Jahre 1920 veröffentlichte Paul Tabori sein erstes Buch. Während sein Vater 1944 im KZ Auschwitz-Birkenau ermordet wurde, konnte seine Mutter durch einen glücklichen Umstand der Deportation entkommen und überleben.
1930 wurde Paul Tabori an der Berliner Friedrich-Wilhelms-Universität in Philosophie promoviert und anschließend in Wirtschafts- und Politikwissenschaften an der Universität Budapest. Bereits seit 1926 arbeitete er zusätzlich als Journalist für verschiedene ungarische Presseorgane, ab 1937 wechselte er wegen der unsicheren politischen Lage nach Großbritannien. Er wurde in London Redaktionsassistent bei World Review, arbeitete als Auslandskorrespondent bei Britanova sowie als Filmkritiker bei Daily Mail und war Rundfunkreporter der BBC für die von den Deutschen besetzten Gebiete in Europa. Von 1943 bis 1948 war Tabori als Drehbuchautor für die Filmgesellschaft von Sir Alexander Korda tätig und von 1950 bis 1951 arbeitete er in Hollywood.  Als Drehbuchautor schrieb er unter anderem sechs Episoden für die Fernsehserie Zu Gast bei Errol Flynn und war an vielen anderen Fernsehserien beteiligt.
Als Schriftsteller war Tabori ein produktiver und ausgesprochen vielseitiger Autor. Seine frühen, auf Ungarisch verfassten Erzählungen sind hauptsächlich Jugendbücher aus der Welt der Pfadfinder. Einen weiteren Schwerpunkt bilden phantastische und Science-Fiction-Romane. Zu diesen gehören The Green Rain (1961, deutsch als Die grüne Sintflut), in dem ein Versuch der Begrünung des Mondes spektakulär scheitert, die Menschen durch kontaminierten Regen grün eingefärbt werden und überall auf der Erde ein unkontrolliertes Pflanzenwachstum beginnt. Zu Taboris Science-Fiction gehören auch die drei Romane des Hunter-Serie. Neben der Phantastik spielte das Okkulte und die Erotik – vor allem in seinen späteren Romanen und Sachbüchern – eine große Rolle. Der Roman The Cleft (1969) verbindet die drei Elemente – SF, Okkultismus und Erotik. Außerdem wirkte er als Übersetzer, indem er zum Beispiel zwei Romane von Frigyes Karinthy aus dem Ungarischen ins Englische übertrug, nämlich Utazás Faremidóba als Voyage to Faremindo und Capillária.
1960 leitete er das erste Writers-in-prison-committee des Internationalen P.E.N.-Clubs in London, ein Jahr vor der Gründung von amnesty international in London, und ermittelte 56 inhaftierte Schriftsteller in Ost-Europa. In den 1960er Jahren war er für zwei Jahre in den Vereinigten Staaten, 1966 lehrte er als Gastprofessor an der Fairleigh Dickinson University und 1967 am City College of New York.
Nach dem Tod seines Freundes, des parapsychologischen Forschers Harry Price (1881–1948), veröffentlichte Tabori auf seinen testamentarischen Wunsch sein literarisches Œuvre und war Treuhänder der Harry-Price-Bibliothek an der Universität von London. 1950 veröffentlichte er die Biografie Harry Price: The Biography of a Ghost Hunter, das erste von mehreren Büchern über parapsychologische Themen.
1974 ist Tabori im Alter von 66 Jahren gestorben. Sein Nachlass befindet sich in der Senate House Library der University of London.

## Bibliographie
Romane (ungarisch)
- Svábhegyi séták (1927)
- Új-Buda. Regény (1927)
- Cserkész-sziget. Ifjúsági regény (1928)
- Ági cserkész lesz. Vidám kis regény lányoknak és fiúknak (1929)
- A nemzetközi örs. Kilenc cserkész kalandjai (1930)
  - Englisch: International Patrol (1947)
- No de Cinke! (1932)
- Öt kis papaucs. Ifjúsági elbeszélés (1932)
- Titokzatos sziget. Regény (1933)
- A csiga. Egy magyar cserkész csodálatos élete (1933)
- A mafekingi fiúk. Ifjúsági regény (1933)
- Fehér toll meséi. Ifjúsági elbeszélés (1933)
- Az amazon-klub. Regény (1934)
- A sánta dervis. Egy csodálatos élet regénye (1934)
- Szülike (1935)
- Amerika új lírája. Antológia a mai amerikai költők verseiből (1935)
- Cserkészek a vándorúton. Nyári történet (1936)
- Mátyáshegyi Iliász (1937)
- Csak a meztelen föld (1947)

Romane (englisch)
- Sneeze on a Monday (1941)
- The Ragged Guard (1942)
- They Came to London (1943)
- The Lion and the Vulture (1944)
- Japanese Jeopardy (1944)
- Private Gallery (1944)
- Two forests (1944)
- Bricks upon Dust (1945)
- The Leaf of a Lime Tree (1945)
- Solo (1948)
  - Deutsch: Solo. Nest-Verlag, Nürnberg 1950.
- Heritage of Mercy (1949)
- Uneasy Giant (1949)
- The Talking Tree (1950)
- The Frontier (1950)
- Another David : The Story of Jean Cavalier (1951)
- Salvatore (1951)
- Perdita's end. A story of crime (1952)
- Lighter than vanity. A novel of Hollywood (1953)
- The Green Rain (1961)
  - Deutsch: Die grüne Sintflut. Pabel (Utopia Grossband #183), 1962.
- Murder in Majorca (1961)
- The Survivors (1964)
- The Cleft (1969)
- The Demons of Sandorra (1970)
- Lily Dale. Was a marvel, was a cheat… (1972)
- Song of the Scorpions (1972)
- Hazard Island (1973)
- The Wild White Witch (1973, als Peter Stafford)
- The Man Who Loved to Blow up Trains (1974, als Peter Stafford)
- The Pleasure House (1974)

Hunters (Romanserie)
- 1 The Doomsday Brain (1967)
- 2 The Invisible Eye (1967)
- 3 The Torture Machine (1969)

Sammlung
- Private Gallery : A Collection of Stories (1945)

Kurzgeschichten
- The Very Silent Traveller (1953)
- Fear (1965)
- Janus (1966)
- The Bridge (1967)
- The Congregation of Rabbi Nachman (1969)
- The Swinging Ghost (1970)
  - Deutsch: Der abgeblitzte Geist. Übersetzt von Maikell Michael. In: Rosemary Timperley (Hrsg.): 18 Gespenster Stories – Eine Sammlung gruslig-spannender Geschichten (1970), Heyne (Heyne-Anthologien, Bd. 40).

Kinder- und Jugendbücher
- Pierre of Normandy : A War Story (1944)

Sachliteratur und Anthologien
- The Real Hungary (1939)
- Epitaph for Europe (1942)
- Hungarian Anthology (1943)
- Peace Correspondent. A Journey of Discovery (1946)
- Restless Summer : A Personal Record (1946)
- ’48, the Year of Revolutions (1947, mit James Eastwood)
- The Private Life of Adolf Hitler : The Intimate Notes and Diary of Eva Braun (1949)
- Taken in Adultery, Being a Short History of Woman's Infidelity Throughout the Ages, Its Reward and Its Punishment (1949)
- Harry Price : The Biography of a Ghost Hunter (1950)
- The Pen in Exile : An Anthology  (2 Bde., 1954/1956)
- Bei Whisky und Zigarre : Anekdoten um Winston Churchill. Übersetzt von Stefan Klein. Diogenes, Zürich 1956.
- Alexander Korda (1959)
- The Natural Science of Stupidity (1959, auch als The Natural History of Stupidity, 1993)
- The Art of Folly (1961)
- Twenty tremendous years. World War 2 and after (1961)
- The Book Of The Hand ; A Compendium Of Fact And Legend Since The Dawn Of History (1962)
- A Pictorial History of Love (1966)
- Sexual Behavior in the Communist World. An Eyewitness Report of Life, Love and the Human Condition Behind the Iron Curtain (1967)
- Companions of the Unseen (1968)
- A Tribute to Gyula Illyés (1968)
- Dress and Undress : A Sexology of Fashion (1969)
- The Humor and Technology of Sex (1969)
- Maria Theresia (1969)
- Erotic Edwardian Fairy Tales (1970)
- Anatomy of Exile: A Semantic and Historic Study (1971)
- Beyond the Senses: A Report on Psychical Research in the Sixties (1971, mit Phyllis Raphael)
  - Deutsch: Signale aus dem Unbekannten : Report über ungeklärte Fälle aus der 4. Dimension. Übersetzt von Ludwig Graf von Schönfeldt. Verlag der Europäischen Bücherei Hieronimi, Bonn 1972, ISBN 3-8013-0101-X.
- Erotic Victorian Fairy Tales (1971)
- Secret and Forbidden (1971)
- Social History of Rape (1971)
- Pioneers of the Unseen (1972)
- Stand up and Fight. The Story of Emil Brigg (1972)
- Fodor’s Hungary (1973)
- Ghosts of Borley : Annals of the Haunted Rectory (1973, mit Peter Underwood)
- Crime and the Occult: A Forensic Study (1974)

## Filmographie
- 1951: Wölfe in der Nacht
- 1953: Mantrap
- 1953: Four Sided Triangle
- 1953: Spaceways
- 1954: Star of My Night
- 1954: Five Days
- 1954: Diplomatic Passport
- 1954: Mask of Dust
- 1954: Tale of Three Women
- 1954–1955:  The Vise (Fernsehserie, 17 Episoden)
- 1955: Alias John Preston
- 1955: Three Cornered Fate
- 1955: Final Column
- 1955: Count of Twelve
- 1956: Faccia da mascalzone
- 1956: Colonel March of Scotland Yard (Fernsehserie, 1 Episode)
- 1956: Adventure Theater (Fernsehserie, 1 Episode)
- 1956: Matinee Theatre (Fernsehserie, 1 Episode)
- 1956–1957: Zu Gast bei Errol Flynn (Fernsehserie, 6 Episoden)
- 1957: Morning Call
- 1957–1958: The New Adventures of Martin Kane (Fernsehserie, 3 Episoden)
- 1958: Continental Nights – Nächte Europas (Kurzfilm)
- 1959: Calling All Lovers Eva (Kurzfilm)
- 1960: The Young Jacobites (Kurzfilm)
- 1960: Der Mann von Interpol (Fernsehserie, 1 Episode)
- 1960: Edgar Wallace (Fernsehserie, 1 Episode: The Malpas Mystery)
- 1960: International Detective (Fernsehserie, 1 Episode)
- 1961: Strip Tease Murder
- 1962: Sir Francis Drake – Der Pirat der Königin (Fernsehserie, 1 Episode)
- 1962: Doomsday at Eleven
- 1962–1963: Richard Löwenherz (Fernsehserie, 15 Episode)
- 1964: Achtung: Bissiger Hund (Fernsehserie, 6 Episoden)